# إيغور بيتكوفيتش
إيغور بيتكوفيتش هو لاعب كرة قدم صربي في مركز الدفاع، ولد في 3 سبتمبر 1983 في رييكا في كرواتيا. لعب مع دينامو كييف وزوريا لوهانسك ونادي تشوكاريتشكي ونادي فورسكلا بولتافا ونادي لييباياس ميتالورغس.

## وصلات خارجية
- إيغور بيتكوفيتش على موقع اتحاد أوكرانيا (الإنجليزية)
- إيغور بيتكوفيتش على موقع قاعدة بيانات كرة القدم.إي يو (الإنجليزية)
- إيغور بيتكوفيتش على موقع Soccerway.com (الإنجليزية)